# Lista de prefeitos de Morrinhos (Goiás)
Esta é a lista de prefeitos do município de Morrinhos, estado brasileiro de Goiás.
| Nº | Nome                                                                      | Imagem                | Partido | Início do mandato       | Fim do mandato                          | Observações                                |
| 1  | Hermenegildo Lopes de Moraes (Itaberaí, 13.04.1833–Morrinhos, 15.05.1905) |                       | PRG     | 10 de novembro de 1890  | 26 de julho de 1893                     | Intendente nomeado                         |
| 2  | Pedro Nunes da Silva                                                      |                       | PL      | 27 de julho de 1893     | 31 de dezembro de 1895                  | Intendente nomeado                         |
| 3  | José Luís de Medeiros Júnior                                              |                       | PTR     | 1° de janeiro de 1896   | 31 de dezembro de 1898                  | Intendente nomeado                         |
| 4  | Hermenegildo Lopes de Moraes                                              |                       | PRG     | 1° de janeiro de 1899   | 31 de dezembro de 1903                  | Intendente nomeado                         |
| 5  | José Simões da Fonseca                                                    |                       | PTR     | 1° de janeiro de 1904   | 6 de dezembro de 1909                   | Intendente nomeado                         |
| 6  | Cirilo Cardoso de Almeida                                                 |                       | PTR     | 7 de dezembro de 1909   | 2 de maio de 1912                       | Intendente nomeado                         |
| 7  | Pedro Nunes da Silva                                                      |                       | PL      | 3 de maio de 1912       | 23 de fevereiro de 1916                 | Intendente nomeado                         |
| 8  | Alfredo Lopes de Moraes (Morrinhos, 23.11.1880–16.06.1954)                |                       | PD      | 24 de fevereiro de 1916 | 13 de agosto de 1919                    | Intendente nomeado                         |
| 10 | João Lopes Zedes Filho                                                    |                       | PLP     | 14 de agosto de 1919    | 31 de dezembro de 1919                  | Intendente nomeado                         |
| 12 | Serafim Gusmão                                                            |                       | PLP     | 1° de janeiro de 1920   | 31 de dezembro de 1920                  | Intendente nomeado                         |
| 13 | Abílio Carneiro de Castro                                                 |                       | PTC     | 1° de janeiro de 1921   | 31 de dezembro de 1921                  | Intendente nomeado                         |
| 14 | Modesto de Carvalho                                                       |                       | PLP     | 1° de janeiro de 1922   | 31 de dezembro de 1922                  | Intendente nomeado                         |
| 15 | Sílvio Gomes de Mello (Atalaia, 04.05.1893–14.02.1974)                    |                       | PTC     | 1° de janeiro de 1923   | 6 de maio de 1923                       | Intendente nomeado                         |
| 16 | Pedro Nunes da Silva Filho (Morrinhos, 29.02.1884–17.04.1933)             |                       | PL      | 7 de maio de 1923       | 11 de novembro de 1927                  | Intendente nomeado                         |
| 17 | Raul Nunes da Silva                                                       |                       | PL      | 12 de novembro de 1927  | 19 de novembro de 1930                  | Intendente nomeado                         |
| —  | Raul Nunes da Silva                                                       |                       | PL      | 20 de novembro de 1930  | 31 de dezembro de 1930                  | Intendente interino                        |
| 18 | João Reis                                                                 |                       | PLP     | 1° de janeiro de 1931   | 26 de março de 1932                     | Prefeito nomeado pelo Interventor Estadual |
| 19 | Euxódio Rosa de Viterbo Fraga                                             |                       | PTC     | 27 de março de 1932     | 31 de dezembro de 1932                  | Prefeito nomeado pelo Interventor Estadual |
| 20 | Joaquim Marcos de Arruda                                                  |                       | PTC     | 1° de janeiro de 1933   | 25 de abril de 1933                     | Prefeito nomeado pelo Interventor Estadual |
| 21 | Fernando Barbosa                                                          |                       | PTC     | 26 de abril de 1933     | 31 de dezembro de 1933                  | Prefeito nomeado pelo Interventor Estadual |
| 22 | Euzébio Gomes de Mello                                                    |                       | PP      | 1° de janeiro de 1934   | 4 de dezembro de 1936                   | Prefeito nomeado pelo Interventor Estadual |
| 23 | Guilherme Xavier de Almeida (Morrinhos, 07.02.1910–07.06.1973)            |                       | PSR     | 5 de dezembro de 1936   | 16 de fevereiro de 1945                 | Prefeito nomeado pelo Interventor Estadual |
| 24 | Teodoro Antônio do Vale                                                   |                       | PP      | 17 de fevereiro de 1945 | 4 de janeiro de 1945                    | Prefeito nomeado pelo Interventor Estadual |
| 25 | Luís Nunes de Azeredo                                                     |                       | PP      | 5 de janeiro de 1945    | 31 de dezembro de 1945                  | Prefeito nomeado pelo Interventor Estadual |
| 26 | Teodoro Antônio do Vale                                                   |                       | PP      | 1° de janeiro de 1946   | 31 de dezembro de 1946                  | Prefeito nomeado pelo Interventor Estadual |
| 27 | Joaquim José do Carmo                                                     |                       | PP      | 1° de janeiro de 1947   | 30 de janeiro de 1948                   | Prefeito nomeado pelo Interventor Estadual |
| 28 | Manoel de Freitas                                                         |                       | PSD     | 31 de janeiro de 1948   | 30 de janeiro de 1951                   | Prefeito eleito em sufrágio universal      |
| 29 | Jurandir Vasconcelos                                                      |                       | PSD     | 31 de janeiro de 1951   | 30 de janeiro de 1955                   | Prefeito eleito em sufrágio universal      |
| 30 | Felício Chaves                                                            |                       | UDN     | 31 de janeiro de 1955   | 30 de janeiro de 1959                   | Prefeito eleito em sufrágio universal      |
| 31 | Antônio de Castro Rosa                                                    |                       | UDN     | 31 de janeiro de 1959   | 28 de maio de 1961                      | Prefeito eleito em sufrágio universal      |
| 32 | Manoel de Freitas                                                         |                       | PSD     | 29 de maio de 1961      | 30 de janeiro de 1966                   | Vice-Prefeito eleito no cargo de titular   |
| 33 | Joviano Antônio Fernandes                                                 |                       | ARENA   | 31 de janeiro de 1966   | 18 de janeiro de 1969                   | Prefeito eleito em sufrágio universal      |
| 34 | Luiz Falone                                                               |                       | ARENA   | 19 de janeiro de 1969   | 30 de janeiro de 1970                   | Vice-Prefeito eleito no cargo de titular   |
| 35 | Domingos Vilefort Orzil                                                   |                       | ARENA   | 31 de janeiro de 1970   | 30 de janeiro de 1973                   | Prefeito eleito em sufrágio universal      |
| 36 | Helenês Cândido                                                           |                       | ARENA   | 31 de janeiro de 1973   | 31 de janeiro de 1977                   | Prefeito eleito em sufrágio universal      |
| 37 | Naphtali Alves de Souza                                                   |                       | MDB     | 1° de fevereiro de 1977 | 21 de outubro de 1981                   | Prefeito eleito em sufrágio universal      |
| 38 | Naphtali Alves de Souza                                                   |                       | PMDB    | 22 de outubro de 1981   | 14 de março de 1985                     | Prefeito nomeado                           |
| 39 | Areno Luís de Oliveira                                                    |                       | PMDB    | 15 de março de 1985     | 31 de dezembro de 1988                  | Prefeito eleito em sufrágio universal      |
| 40 | José Novato dos Santos (Piracanjuba, 31.07.1940–)                         |                       | PMDB    | 1º de janeiro de 1989   | 31 de dezembro de 1992                  | Prefeito eleito em sufrágio universal      |
| 41 | Rogério Carlos Troncoso Chaves                                            |                       | PMDB    | 1º de janeiro de 1993   | 31 de dezembro de 1996                  | Prefeito eleito em sufrágio universal      |
| 42 | Joaquim Guilherme Barbosa de Souza                                        |                       | PMDB    | 1º de janeiro de 1997   | 31 de dezembro de 2000                  | Prefeito eleito em sufrágio universal      |
| 42 | Joaquim Guilherme Barbosa de Souza                                        | 1º de janeiro de 2001 | PMDB    | 31 de dezembro de 2004  | Prefeito reeleito em sufrágio universal |                                            |
| 43 | Rogério Carlos Troncoso Chaves                                            |                       | PTB     | 1º de janeiro de 2005   | 31 de dezembro de 2008                  | Prefeito eleito em sufrágio universal      |
| 44 | Cleumar Gomes de Freitas, Prof. Cleumar (Goiatuba, 10.09.1944–)           |                       | PP      | 1º de janeiro de 2009   | 31 de dezembro de 2012                  | Prefeito eleito em sufrágio universal      |
| 45 | Rogério Carlos Troncoso Chaves (Morrinhos, 03.04.1955–)                   |                       | PTB     | 1º de janeiro de 2013   | 31 de dezembro de 2016                  | Prefeito eleito em sufrágio universal      |
| 45 | Rogério Carlos Troncoso Chaves (Morrinhos, 03.04.1955–)                   | 1° de janeiro de 2017 | PTB     | 31 de dezembro de 2020  | Prefeito reeleito em sufrágio universal |                                            |
| 46 | Joaquim Guilherme Barbosa de Souza (Morrinhos, 24.01.1961–)               |                       | PSDB    | 1º de janeiro de 2021   | 31 de dezembro de 2024                  | Prefeito eleito em sufrágio universal      |
| 47 | Maycllyn Max Carreiro Ribeiro (Morrinhos, 18.03.1991–)                    |                       | PL      | 1° de janeiro de 2025   | atual                                   | Prefeito eleito em sufrágio universal      |